# Isaia (cronicar)
Isaia (n. circa 1520 – d. 7 iulie 1581) a fost un călugăr moldovean copist, devenit egumen al mănăstirii Slatina, unde a format o adevărată școală de caligrafi și miniaturiști, și apoi episcop al Rădăuților (1572-1580).
După alte surse, a fost rânduit episcop la Rădăuți de către Alexandru Lăpușneanu în 1564 și s-a retras din scaun în anul 1577, la Mănăstirea Agapia Veche, unde a decedat în 1592.
El a copiat Letopisețul de la Putna (scris în limba slavonă înainte de 1561 și considerat cea mai veche cronică din Moldova), copie care se păstrează la Biblioteca Academiei teologice din Kiev, un cronograf până la 1425, o cronică bulgărească și una sârbească.
Între anii 1572-1574 a fost trimis de Ioan Vodă cel Viteaz în câteva misiuni diplomatice în Polonia, Transilvania și la Moscova.